# 全日本ドレミファミリー歌合戦
『全日本ドレミファミリー歌合戦』（ぜんにほんドレミファミリーうたがっせん）は、1985年4月7日から同年9月29日までTBS系列局ほかで放送された毎日放送制作の視聴者参加型歌合戦番組。放送時間は毎週日曜 13:00 - 13:40 (JST) 。

## 概要
司会は井上順が担当。番組は毎回、日本各地のホール会場からの公開放送を実施していた。そのため、タイトルには「全日本」と付いている。この番組以前に日曜14時台に放送されていた『日本列島縦断クイズ』（もともとは『全国縦断!クイズあのねのね』）からの引き継ぎ番組であり、この番組で13時台へと移った。
また、この番組はかつての『家族そろって歌合戦』などと同じように系列各局も制作に関わっていたが、前者の番組は幹事局がTBSでありながら配信・製作クレジットがその回の担当局のみであったのに対し、この番組では毎日放送(MBS)が幹事局と配信を兼ね、系列各局は毎日放送との共同制作という形を取った。そのため、公開放送を家庭ではなくホール会場で直接見たいのであれば、前もって系列局宛に観覧したい旨のハガキを送らねばならなかった（以後このシステムは『やる気マンマン日曜日』まで引き継がれてゆく）。出場希望も系列局宛（関東地区はTBSではなく毎日放送東京支社宛）に申し込む。ちなみに、IVSテレビ制作も製作に関わっていた。

## ルール
- 前期では毎週3チームの家族が出場。3パートの対戦で、4人の審査員が、第1コーナーは5点、第2・第3コーナーは各10点の持ち点で採点し（計100点満点）、最終的に合計得点の多いチームが優勝となり、グアム島旅行獲得となる。合計得点が100点満点になると、パーフェクト賞としてグァム島以外の海外旅行（旅行先は不明）と賞金10万円獲得となる。なお、賞金は1点につき1,000円だった。
- 後期では4チームが出場し、トーナメント形式で競っていた。なお賞金は優勝チーム10万円.その他のチームが5万円だった。

パーフェクト賞、優勝チーム決定の際には、天井から紙吹雪が舞う演出があった。他に、スポンサーからの参加賞もあった。

## 審査員
- 小林亜星（審査委員長）[2]
- ほか

前期においては、審査員が採点をする際に得点のスイッチを押した後、わざとらしく「あっ手がすべっちゃった!!」と言うのがお約束だった。そのたびに観客席から大爆笑が起こった。

## ネット局
特記の無いものは全てTBS系列かつ同時ネット。
- 毎日放送（MBS・制作局）
- 東京放送（TBS・キー局・現在のTBSテレビ）
- 北海道放送（HBC）
- 青森テレビ（ATV）
- 岩手放送（IBC・現在のIBC岩手放送）
- 東北放送（TBC）
- テレビユー福島（TUF）
- 新潟放送（BSN）[3]
- 信越放送（SBC）
- テレビ山梨（UTY）
- 富山テレビ放送（T34・現在のBBT、フジテレビ系列。1985年4月14日から10月6日まで放送。放送時間は日曜 12:00 - 12:40（初回のみ'85ワールドカップマラソン広島大会男子中継のため14:30 - 15:10にて放送）[4]）
- 北陸放送（MRO）[3]
- 静岡放送（SBS）
- 中部日本放送（CBC・現在のCBCテレビ）
- 山陰放送（BSS）
- 山陽放送（RSK・現在のRSK山陽放送）
- 中国放送（RCC）
- テレビ山口（tys・放送当時フジテレビ系列とのクロスネット）
- テレビ高知（KUTV）
- RKB毎日放送（RKB）
- 長崎放送（NBC）
- 熊本放送（RKK）
- 大分放送（OBS）
- 宮崎放送（MRT）
- 南日本放送（MBC）
- 琉球放送（RBC）